# Guido Schneeberger

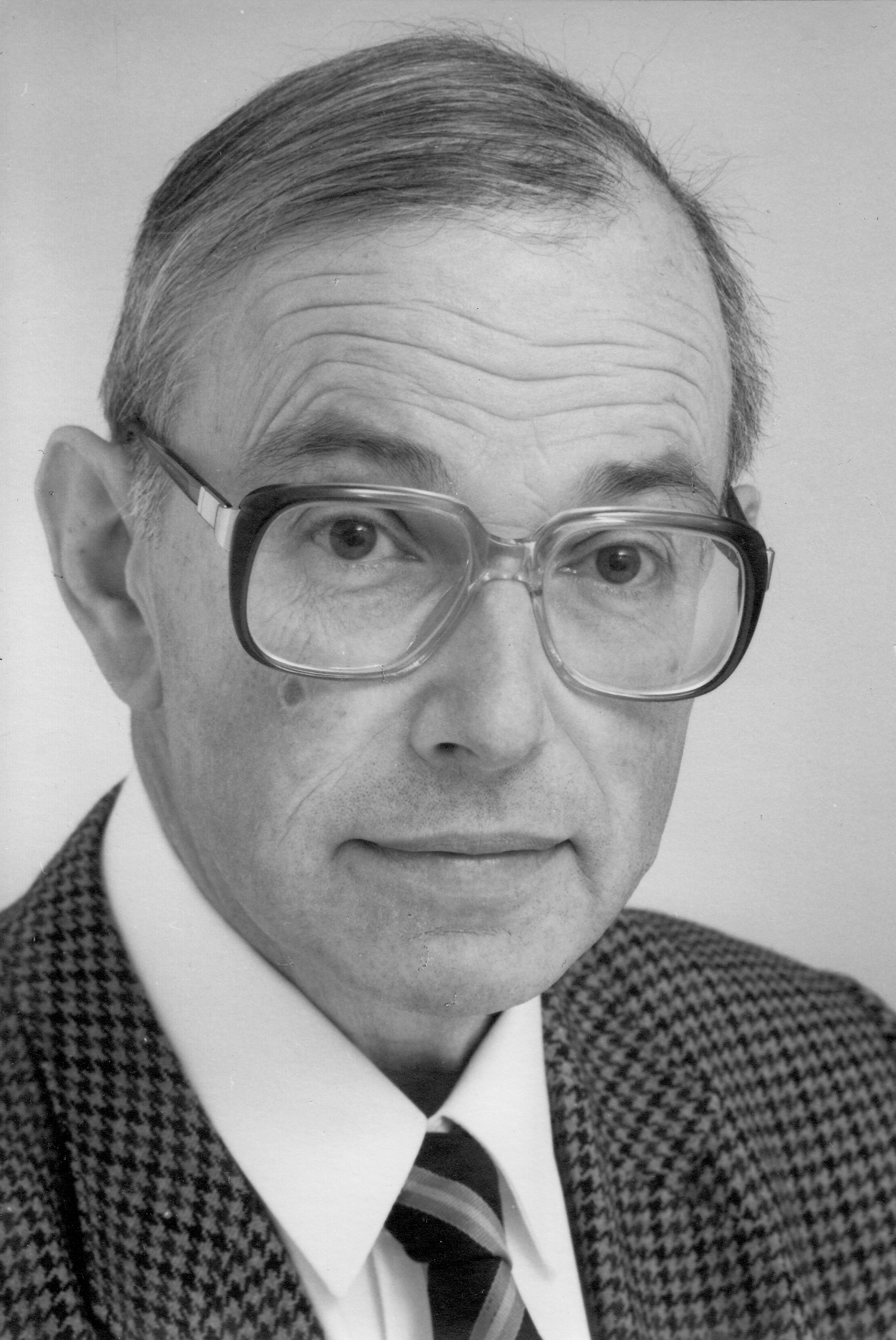
Guido Schneeberger (1987)

Guido Federico Schneeberger (* 1. April 1927 in Mailand; † 20. Mai 2002 in Fraubrunnen) war ein Schweizer Bibliograph und Dokumentarist. Bekannt wurde er durch eine Dokumentation zu Martin Heideggers Jahr als Rektor an der Universität Freiburg im Breisgau.

## Leben
Die Eltern, Fritz Schneeberger von Langenthal (Kanton Bern) und Sima Schneeberger, geb. Rosenblatt, aus dem galizischen Jaroslaw kehrten Anfang der dreißiger Jahre aus dem faschistischen Italien in die Schweiz zurück. Zunächst nach Burgdorf (Kanton Bern), dann nach Dulliken (Kanton Solothurn). Fritz Schneeberger gehörte die Schneeberger Kork (Familien-) AG. Von 1947 bis 1960 war Guido Mitglied des Verwaltungsrates. Das Familienvermögen erlaubte ihm ein Leben ohne "Brotberuf".
Nach dem Abitur 1946 an der Kantonsschule Solothurn, sein Philosophielehrer war Dr. Robert Roetschi, begann er noch im selben Jahr in Basel ein Philosophiestudium. 1952 erhielt er an der Universität Basel auf Vorschlag von Karl Jaspers das Doktordiplom.
Er war keine öffentliche Person. Nach seinen Arbeiten zu Kant und Schelling sowie einem Stipendiat am Anthropologischen Institut der Stiftung Lucerna in Basel und Bern führte er ein Leben jenseits des akademischen und medialen Betriebes. In späteren Jahren arbeitete er an einem philosophischen Lexikon. Dieses ist jedoch nicht erhalten.

## Werk
Schneebergers philologischer Ansatz ist insgesamt durch Suchen und Finden, durch das Erschließen eines Werkes geprägt, weniger durch Interpretieren.

## Zu Kant und Schelling
Seine Dissertation zu Immanuel Kant stellte bis in Kants Nachlass alle relevanten Textstellen zu den komplementären Begriffen Möglichkeit, Wirklichkeit und Notwendigkeit / Zufälligkeit zusammen. Damit helfe sie „klar und übersichtlich“ einem „offensichtlichen Mangel“ ab, der durch das Interesse an Martin Heideggers und Nicolai Hartmanns Untersuchungen zu Kant entstanden sei, urteilte Ernst Konrad Specht in einer Rezension.
In seinem Aufsatz „Über spekulative Evidenz. Eine kritisch – historische Skizze“ überlegte Schneeberger, inwieweit Schellings romantische, spekulative Philosophie mit Immanuel Kants rationaler Vernunftkritik in Verbindung zu bringen ist. Der Aufsatz wurde separat mit dem Zusatz: „[…] aus dem Grenzgebiet der Kategorienlehre“ in den Studia Philosophica der Schweizerischen Gesellschaft für Philosophie abgedruckt. Die Arbeit fand dennoch keine Resonanz.
Die Schelling-Bibliographie, die Schneeberger nun herausbrachte, schätzten die Wissenschaftler demgegenüber sehr. Sie verzeichnete über 1000 Literaturangaben. Karl Jaspers lobte die „sorgfältige, reichhaltige und ungemein übersichtliche“ Darstellung, Gerhard Huber wünschte auch für „andere philosophische Autoren von Rang“ solch „entsagungsvolle“ Arbeit.

## Zu Heidegger
1960 und 1962 veröffentlichte Schneeberger zwei bibliographisch angelegte Publikationen zu dem Philosophen Martin Heidegger. Diese ließ er in Eigenregie bei der Buchdruckerei AG Suhr (Ort im Kanton Aargau) drucken und vertrieb sie privat. Es gibt keinen Hinweis, dass er sie vorab einem Verlag angeboten hätte.
Im Gefolge von Ernst Nolte hat der deutsche Dokumentarist Helmut Heiber Schneebergers Arbeiten ausführlich in die deutsche Diskussion um den politischen Heidegger nach 1945 eingeordnet. Nicht ohne satirisch gefärbte Seitenhiebe auf die verbissene Diskussion insgesamt und Schneebergers Persönlichkeit im Speziellen. Dieser habe noch in den 80er Jahren an einer weiteren Edition zum Thema Heidegger gearbeitet, berichtet Víctor Farías.

### Ergänzungen zu einer Heidegger Bibliographie
Die „Ergänzungen zu einer Heidegger-Bibliographie Hermann Lübbes“ enthalten 33 Buch- und Zeitschriften-Angaben für die Jahre 1929–1956. Mit drei beigegebenen Texten für das Jahr 1933 belegte Schneeberger, dass Heidegger nicht nur zu Beginn seiner Zeit als Rektor für Adolf Hitler und die nationalistische Wehrhaftigkeit eingetreten war. Titel: „Treuekundgebung. An den Führer“, „Bekenntnis der Professoren an den deutschen Universitäten zu Adolf Hitler und dem nationalsozialistischen Staat“, „Universität Freiburg. Feierliche Immatrikulation und Langemarckgedächtnis“. Dazu ließ er eine Bildtafel von der Großen Wahlkundgebung der deutschen Wissenschaft drucken, untertitelt: „Deutschlands Wissenschaftler wissen sich eins mit dem Führer“, aus der Leipziger Illustrierten Zeitung vom 23. November 1933. Das Photo zeigt Heidegger unter anderem mit Ferdinand Sauerbruch vor mächtigen Hakenkreuzfahnen. Ein wenig bekanntes Protokoll der Davoser Hochschultage 1929 fügte Schneeberger hinzu. Dort hatte Heidegger mit Ernst Cassirer über den bürgerlichen Aufklärer Immanuel Kant disputiert. Die weltanschaulich geprägten Deutungen dieses Aufeinandertreffens, aber auch verlagsrechtliche Auseinandersetzungen um die Veröffentlichung der Diskussion hat Dominic Kaegi dargestellt. Schneeberger lag ein seinerzeit für die Teilnehmer hektographiertes Exemplar vor, das, wie sich erst später herausstellte, von Otto Friedrich Bollnow und Joachim Ritter verfasst worden war. Die vierte Auflage von Heideggers Schrift „Kant und das Problem der Metaphysik“ erschien in erweiterter Fassung, bereichert unter anderem um Heideggers eigene Darstellung des Streitgesprächs.
Im Vorwort erklärte Schneeberger, dass er über den bibliographischen Bemühungen, die dem Autor ein großes Maß an Zurückhaltung abverlangen, seinen philosophischen Impetus nicht „seiner selbst entfremden“ wolle. Einträgen zu marxistischen Werken schickte er die Bemerkung voraus, dass er mit den „Urhebern […] nicht sympathisiere“.

### Nachlese zu Heidegger
Zwei Jahre später veröffentlichte Schneeberger eine Nachlese. Nachträglich seien ihm weitere Heideggeriana aus den Jahren 1929 bis 1961 zur Kenntnis gekommen. Zu diesen Literaturangaben veröffentlichte er die entsprechenden 214 Texte, zusätzlich 23 weitere Buchhinweise unter Nr. 215, auch diese häufig leserfreundlich mit Erklärungen und Kurzzitaten versehen. Plus zwei Textzugaben, die zeigten, wie Johann Peter Hebel nachträglich in die Nähe des Nazismus gebracht werden sollte. Dazu Meinungen mit kritischen Urteilen über Heidegger. Schneeberger kommentierte und erläuterte knapp und zurückhaltend. Insgesamt um die 175 Einträge allein die Zusammenhänge des Rektorats während der nazistischen Gleichschaltung 1933/1934 betreffend.
Das Konzept war, Heideggers politische Einbindung in dieser Zeit aufzudecken, indem nicht nur unveröffentlichte Bekundungen (17), sondern auch „… zur Erweiterung des Gesichtskreises“ bezeichnende Materialien aus dem politischen Umfeld, mit dem Heidegger sich eingelassen hatte, dokumentiert wurden. Im Gegensatz zu Hermann Heidegger, der sich im Jahr 2000 veranlasst sah, den Weg seines Vaters im Rektoratsjahr ausführlich, aber ausschließlich mit dessen eigenen Bekundungen (120 Texte) zu dokumentieren. Aus der Zusammenstellung Schneebergers geht beispielsweise hervor, dass Heidegger von den Studierenden ungewöhnlich viel an Bereitschaft zum Wehrdienst verlangte.
Diese Dokumentation brach das nach einer ersten Aufarbeitungsphase wieder einsetzende bundesrepublikanische Verschweigen in Zeiten politischer und universitärer Restauration. Auch bei Heidegger. Für das Zustandekommen von dessen Spiegel-Interview 1966 hat die „Nachlese“ Lutz Hachmeister zufolge eine erhebliche Rolle gespielt. 2001 erfolgte die vollständige Übersetzung der „Nachlese“ ins Japanische. Mit einem informativen Nachwort. Die Wirkung der Nachlese im englischsprachigen Raum lässt sich an den Bibliographien von Joan Nordquist und Groth Miles ablesen. Wichtige französische Auseinandersetzungen, in denen es zu Beginn auch um Schneebergers Methode ging, hat Beda Allemann für deutschsprachige Leserinnen und Leser im Merkur berichtet. Kernargument: Die Nachlese lenke von Heideggers eigentlichem, dem philosophischen Werk ab.
Schneeberger selbst beteiligte sich an der Diskussion um sein Werk öffentlich nicht. Es ist der bedeutendste Beitrag der Philosophie zur Dokumentarliteratur der 1960er Jahre, die dem Ziel diente, Tabuthemen der sachlichen Diskussion zugänglich zu machen.

## Veröffentlichungen
- Kants Konzeption der Modalbegriffe. Verlag für Recht und Gesellschaft, Bern 1952 (Diss.)
- Über spekulative Evidenz. Eine historisch-kritische Skizze. In: Heinrich Popitz, Guido Schneeberger (Hrsg.): Karl Jaspers zum siebzigsten Geburtstag. Drei kleine Aufsätze von Gerhard Knauss. 1953 (Maschinenschriftliches Geschenkexemplar). Seiten 45–67
- Über spekulative Evidenz – eine historisch-kritische Skizze aus dem Grenzgebiet der Kategorienlehre. In: Studia Philosophica. Jahrbuch der Schweizerischen Philosophischen Gesellschaft. Band XIII, Verlag für Recht und Gesellschaft, Basel 1954, S. 113–134
- Friedrich Wilhelm Joseph von Schelling – Eine Bibliographie. Francke Verlag, Bern 1954
- Ergänzungen zu einer Heidegger – Bibliographie. Mit vier Beilagen und einer Bildtafel. Selbstverlag, Bern 1960
- Nachlese zu Heidegger: Dokumente zu seinem Leben und Denken. Mit zwei Bildtafeln. Selbstverlag, Bern 1962  Digitalisierte Ressource des vollständigen Textes der Universität Konstanz, abgerufen am 19. Dezember 2019
- Haidega-shui: sono-sei-to-shiso-no-dokyumento (=Nachlese zu Heidegger/Guido Shuneberuga). Übersetzt und mit Erläuterungen sowie einem Nachwort versehen von Yamamoto Yu. Michitani, Tokyo 2001